# Jüdischer Friedhof Oberstockstall

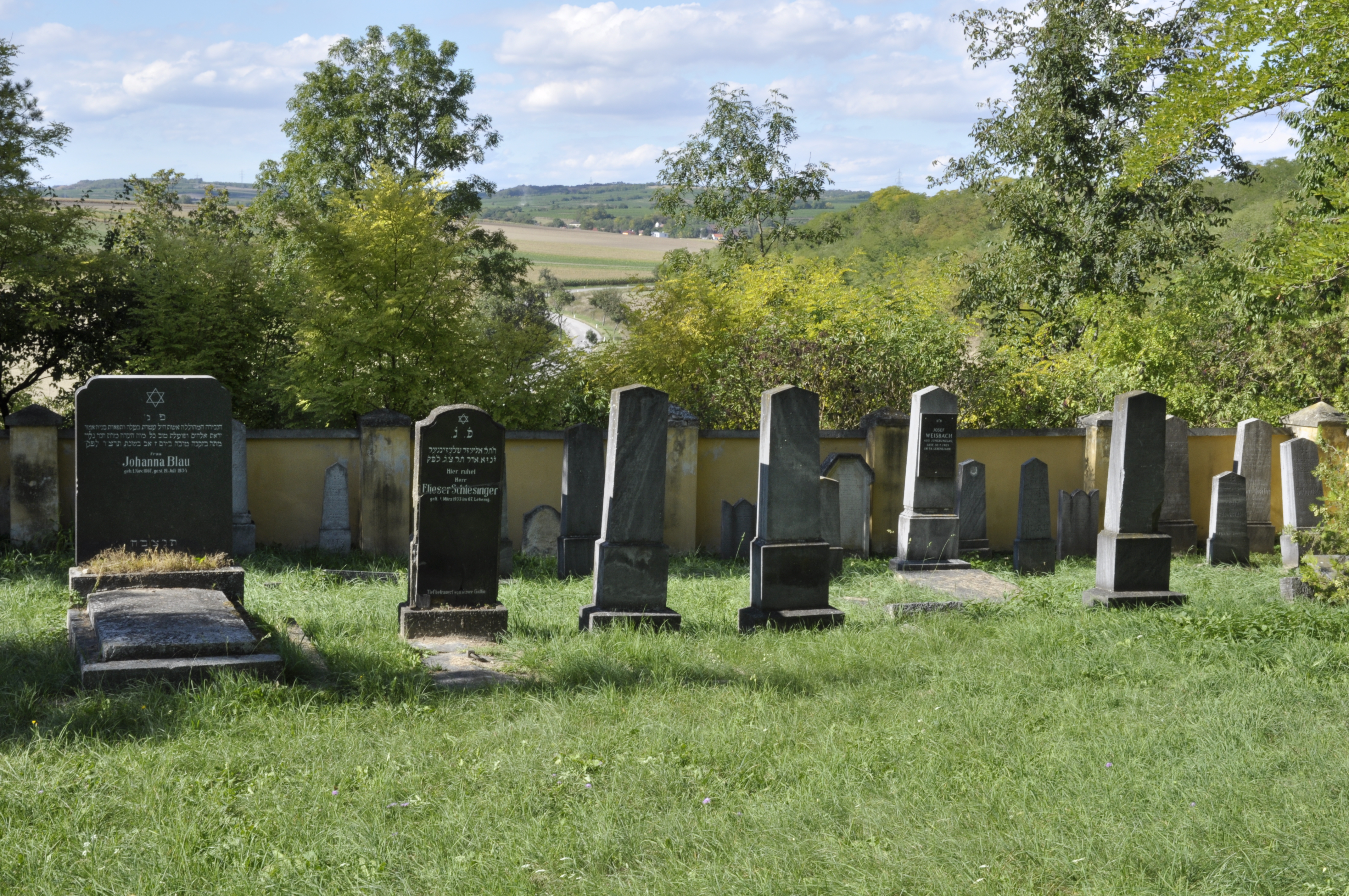
Grabsteine auf dem jüdischen Friedhof in Oberstockstall

Der Jüdische Friedhof Oberstockstall ist ein denkmalgeschützter (Listeneintrag) jüdischer Friedhof in der niederösterreichischen Katastralgemeinde Oberstockstall, einem Ortsteil der Gemeinde Kirchberg am Wagram. Der Friedhof nördlich von Oberstockstall an der L27 wurde 1887 errichtet. 
Die 43 Grabstätten werden von der Gemeinde Kirchberg gepflegt.